# Rie Rasmussen
Pour les articles homonymes, voir Rasmussen.
Rie Rasmussen est une actrice, mannequin, productrice, réalisatrice, et scénariste danoise, née le 14 février 1978 à Copenhague.

## Biographie
Elle a été l'égérie de Gucci et a posé pour la marque de lingerie Victoria's Secret.
En 2002, elle apparaît dans le film Femme fatale de Brian De Palma avec Antonio Banderas, elle y joue une scène lesbienne avec Rebecca Romijn. Sa participation dans ce film marque le début de sa notoriété au cinéma.
En 2004, elle écrit et réalise son premier court métrage, Thinning the Herd, puis un second, Il Vestito (La Robe).
En 2005, elle est à l'affiche du film Angel-A du réalisateur Luc Besson avec l'acteur Jamel Debbouze.
En 2008, elle réalise son premier long métrage, Human Zoo, sorti en 2009 au cinéma.
En 2010, elle réalise et joue dans Romance in the Dark.

## Filmographie
- Romance in the Dark (2009)
- Human Zoo[1] (2009)
- Angel-A (2005)
- Il Vestito (2004)
- Thinning the Herd (2004)
- Femme fatale (2002)

comme co-productrice
- Nobody Needs to Know (2003)

## Distinctions
Son film Thinning the Herd est sélectionné au Festival de Cannes 2004 pour la Palme d'or du court métrage.